# DTS-HD Master Audio
DTS-HD Master Audio – format bezstratnej kompresji dźwięku, stworzony przez firmę Digital Theater System, Inc.
Kodek ten znalazł zastosowanie w domowych systemach multimedialnych HD, opartych na sygnale źródłowym pochodzącym z płyt: Blu-ray i HD DVD.